# Felis silvestris griselda
Felis silvestris griselda es una subespecie de  mamíferos carnívoros  de la familia Felidae.

## Distribución geográfica
Se encuentra en el África Central.